# Pagomtoécé
Pagomtoécé est une commune rurale située dans le département de Gogo de la province du Zoundwéogo dans la région Centre-Sud au Burkina Faso.

## Géographie
Pagomtoécé se situe à 2 km à l'est de Gogo.

## Santé et éducation
Le centre de soins le plus proche de Pagomtoécé est le centre de santé et de promotion sociale (CSPS) de Gogo tandis que le centre médical (CMA) le plus proche se trouve à Manga.